# اگلوسکری
اگلوسکری (به انگلیسی: Egloskerry) یک روستا و محله مدنی در بریتانیا است که در کورنوال واقع شده‌است. اگلوسکری ۳۸۶ نفر جمعیت دارد.